# Brugia timori

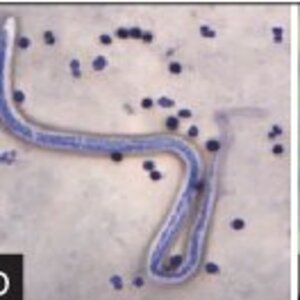
Brugia timori

Brugia timori ist ein tropischer Fadenwurm aus der Gruppe der Filarien. Er parasitiert beim Menschen und kann eine lymphatische Filariose, die Timor-Filariose, verursachen. Die Krankheit wurde 1965 erstmals beschrieben, die Identifikation von Brugia timori als eigene Art erfolgte erst 1977. Im gleichen Jahr wurde bekannt, dass die Stechmücke Anopheles barbirostris als Vektor (Überträger) fungiert.

## Merkmale
Die Mikrofilarien von Brugia timori sind länger und unterscheiden sich morphologisch von denen der Arten Brugia malayi und Wuchereria bancrofti, wobei das Länge-zu-Breite-Verhältnis des Kopfes bei etwa 3:1 liegt. Anders als bei den beiden anderen Arten, die eine lymphatische Filariose verursachen, weist die Hülle der Filarien bei einer Giemsa-Färbung auch keine rosa Flecken auf.

## Verbreitung
Brugia timori wurde bisher nur auf den Kleinen Sunda-Inseln, einer Inselgruppe des Staates Indonesien, beschrieben. Die Verbreitung ist lokal auf die Bereiche beschränkt, in denen die Stechmücke Anopheles barbirostris vorkommt, die sich in Reisfeldern entwickelt. Eine Studie zur Prävalenz der Infektion in Mainang, Alor Island, fand Mikrofilarien von im Blut von 157 von 586 Personen (27 %), wobei 77 von ihnen (13 %) Lymphödeme des Beines aufwiesen.

## Infektion
Wie bei anderen Filariosen führt die Infektion mit Brugia timori zu akutem Fieber und chronischem Lymphödem. Der Lebenszyklus von Brugia timori ist dabei sehr ähnlich wie der von Wuchereria bancrofti und Brugia malayi und führt durch die circadiane Periodizität der Mikrofilarien zu einer nächtlichen Periodizität der Krankheitssymptome.
Die Anwendung von Anthelmintika wie Diethylcarbamazin und Albendazol konnten eine Wirkung bei der Behandlung von Brugia timori zeigen. Einige Forscher sind zuversichtlich, dass die Filariose mit Brugia timori eine kontrollierbare und ausrottbare Krankheit ist.

## Belege
1. ↑  H.L. David, J.F. Edeson: Filariasis in Portuguese Timor, with observations on a new microfilaria found in man. Annals of Tropical Medicine and Parasitology 59, 1965; S. 193–204.
2. ↑  F. Partono, D.T. Dennis, S. Atmosoedjono, S. Oemijati, J.H. Cross: Brugia timori sp.n. (Nematoda: Filarioidea) from Flores Island, Indonesia. Journal of Parasitology  63(3), 1977; S. 540–546.
3. ↑  S. Atomosoedjono, F. Partono, D.T. Dennis, Purnomo: Anopheles barbirostris (Diptera: Culicidae) as a vector of the Timor filaria on Flores Island: Preliminary observations. Journal of Medical Entomology  13(4-5), 1977; S. 611–613.
4. ↑  Purnomo, D.T. Dennis, F. Partono: The microfilaria of Brugia timori (Partono et al. 1977 = Timor microfilaria, David and Edeson, 1964): Morphologic description with comparison to Brugia malayi of Indonesia. Journal of Parasitology 63 (3), 1964; S. 1001–1006.
5. ↑  T. Supali, H. Wibowo, P. Rückert, K. Fischer, I.S. Ismid, Purnomo, Y. Djuardi, P. Fischer: High prevalence of Brugia timori infection in the highland of Alor Island, Indonesia. American Journal of Tropical Medicine and Hygiene 66 (5), 2002; S. 560–565.
6. ↑  T. Oqueka, T. Supali, I.S. Ismid, Purnomo, P. Rückert, M. Bradley, P. Fischer: Impact of two rounds of mass drug administration using diethylcarbamazine combined with albendazole on the prevalence of „Brugia timor“ and of intestinal helminths on Alor Island, Indonesia. Filaria Journal 4 (1), 2005; S. 5
7. ↑  P. Fischer, T. Supali and R.M. Maizels: Lymphatic filariasis and Brugia timori: Prospects for elimination. Trends in Parasitology  20(8), 2004; S. 351–355.